# Rabia Balkhi

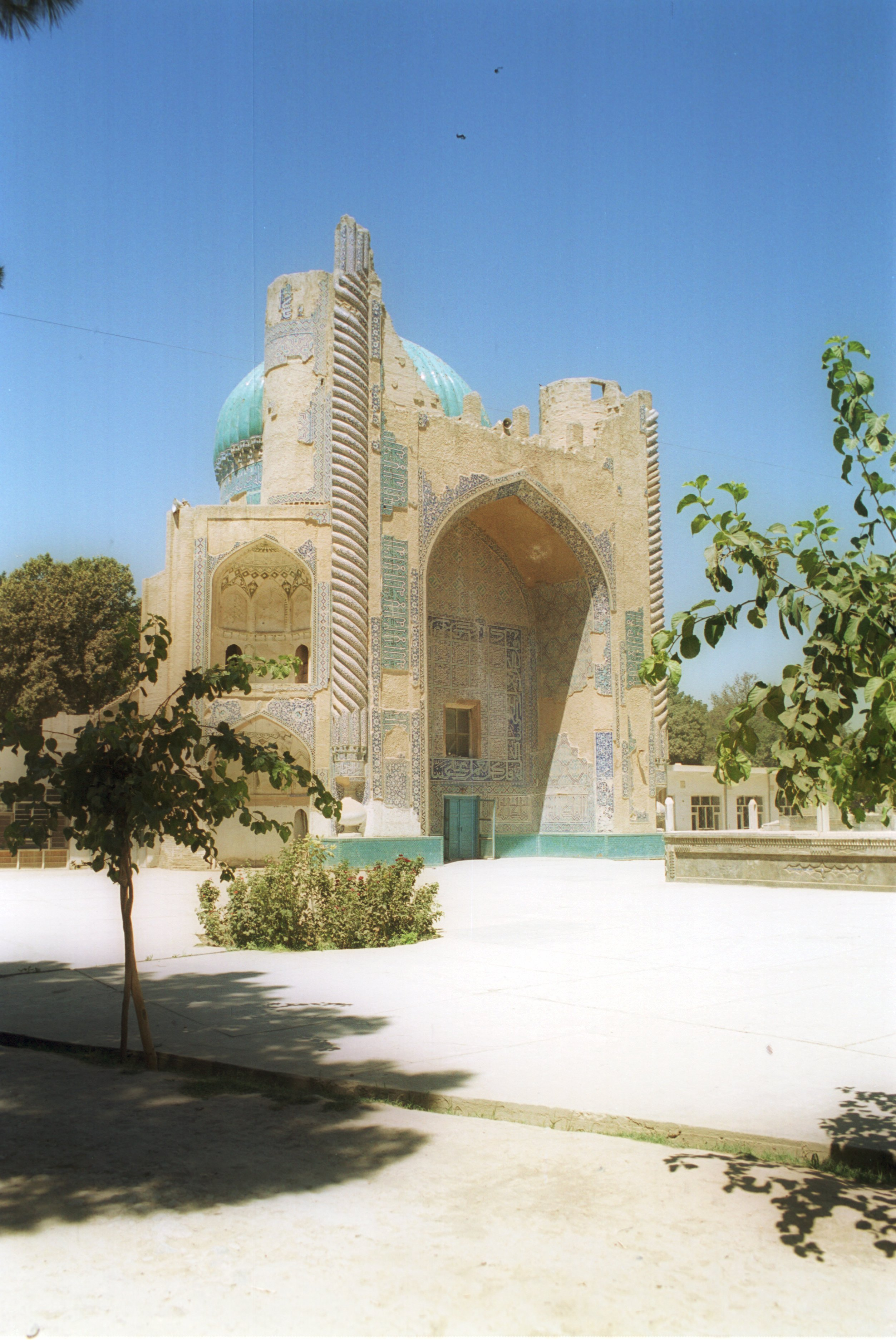
Le mausolée de (mort en 1460), où se trouve le sanctuaire de Rabia Balkhi.

Rabia Balkhi, également connue sous le nom de Rabia al-Quzdari (ou Khuzdari) est une écrivaine du Xe siècle qui compose de la poésie en persan et en arabe. Elle est la première poétesse connue à écrire en persan.
Poète non mystique, son imagerie est ensuite transformée en celle d'une poétesse mystique par des auteurs tels qu'Attar de Nishapur (mort en 1221) et Djami (mort en 1492). Elle devient une figure semi-légendaire, célèbre pour son histoire d'amour avec l'esclave Bektash.
Son sanctuaire est situé dans le mausolée du soufi naqshbandiyya Khwaja Abu Nasr Parsa (en) (mort en 1460) datant du XVe siècle et situé dans la ville de Balkh, aujourd'hui en Afghanistan. Elle est également célébrée dans la province du Baloutchistan au Pakistan, en Afghanistan et en Iran à travers diverses écoles, hôpitaux et routes portant son nom.

## Contexte
Elle est connue sous divers noms, Rabia Balkhi, Rabia al-Quzdar (ou Khuzdari), et anonymement comme la « fille de Ka'b ». La majeure partie de sa vie est considérée comme obscure. Rabia descendrait d'une famille arabe installée au Grand Khorassan après la conquête musulmane de la Perse. L'iranologue Vladimir Minorsky considère son nom de famille, Quzdari, comme ayant un lien avec la ville de Khuzdar au Baloutchistan. L'orientaliste allemand Hellmut Ritter (en) rejette le récit selon lequel le père de Rabia est un arabe régnant sur Balkh, ce que l'historien moderne Tahera Aftab considère comme soutenant indirectement le lien de Rabia avec Khuzdar. Selon l'iranologue Hamid Dabashi, Rabia est une arabe persianisée.

## Biographie
Rabia vit à la même époque que le poète Roudaki (mort en 940/41) et est la première femme poétesse persane connue. Elle est fortement attachée au soufisme et compose de la poésie en persan et en arabe. Le poète et anthologue du XIVe siècle Jajarmi (en) déclare que Rabia a écrit un poème persan qui utilise l'arabe pour la chahada et la lahwalah, ce qui, selon l'iranologue François de Blois, démontre son enthousiasme pour les astuces bilingues.
Rabia apparaît dans le Lubab ul-Albab (en), une compilation de poètes persans réalisée par l'écrivain des XIIe et XIIIe siècles Awfi (mort en 1242). La compilation dit ce qui suit à son sujet : « La fille de Ka'b, bien qu'elle soit une femme, est supérieure aux hommes en termes de réalisations. Elle possède une grande intelligence et un tempérament vif. Elle joue continuellement au jeu de l'amour et admire les beaux jeunes. ». Rabia fait partie des trente-cinq femmes soufies mentionnées dans l'ouvrage persan du XVe siècle Nafahat al-Uns, une compilation biographique réalisée par Djami (mort en 1492). La désignant comme la « fille de Ka'b », Djami raconte l'histoire à travers la voix de l'éminent maître et poète soufi, Abû Saïd ibn Abû al-Khaïr (mort en 1049), rapportant qu'elle est tombée amoureuse d'un esclave.
Une version romancée de cette histoire apparaît dans le Livre du divin du poète soufi Attar de Nishapur (mort en 1221), dans une histoire intitulée Hikayat Amir-i Balkh wa ashiq shudan dukhtar-i o (« l'histoire du chef de Balkh et de sa fille tombant amoureuse »). L'histoire raconte l'histoire d'amour de Rabia avec Bektash, un esclave de son frère Haris, et se termine par la mort de Rabia et de Bektash. Attar n'utilise pas non plus le nom « Rabia » pour se référer à elle, mais l'appelle plutôt Zainu'l Arab (« l'ornement des Arabes »). Il rapporte qu'elle était si attirante qu'il était presque impossible de décrire sa beauté. François de Blois rejette l'histoire d'Attar, estimant qu'elle n'a « aucune valeur en tant que source biographique » pour Rabia.
L'historien moderne Sunil Sharma note que Rabia est d'abord décrite comme une figure non mystique, étant décrite par Awfi comme une « femme intelligente à la poursuite de garçons », et n'est décrite que plus tard comme une poétesse mystique par des auteurs tels qu'Attar et Djami. Dabashi note aussi que Rabia devient plus tard une « figure semi-légendaire qui aurait écrit ses derniers poèmes avec son sang sur les murs de la prison dans laquelle elle a été incarcérée en raison de son amour pour un esclave nommé Bektash ». Son histoire d'amour avec Bektash encourage l'écrivain du XIXe siècle Reza-Qoli Khan Hedayat (mort en 1871) à écrire l'épopée romantique du Golestan-e Eram ou Bektash-nama, qui raconte l'histoire des deux couples,.
Le sanctuaire de Rabia est situé dans le mausolée du soufi naqshbandiyya du XVe siècle Khwaja Abu Nasr Parsa (mort en 1460) dans la ville de Balkh, aujourd'hui en Afghanistan. Le sanctuaire est rénové entre 2012 et 2016. Elle est célébrée dans la province du Baloutchistan au Pakistan, en Afghanistan et en Iran à travers diverses écoles, hôpitaux et routes portant son nom. Les femmes la considèrent comme un substitut à leur voix perdue. Le film afghan de 1974 Rabia of Balkh joue non seulement un rôle central dans le cinéma du pays, mais selon Krista Geneviève Lynes « aussi dans la figuration d'un agenda politique proto-féministe, qui ressemble à bien des égards à l'appel ethnique à la justice semblable à Antigone de Sophocle ».

## Remarques
1. ↑  Aussi translittéré comme Rabi'a Balkhi,[1] Rabe'eh Balkhi (or Qozdari),[2] et Rabe'a of Balkh (or Qozdar)[3].

## Sources
- (en) Tahera Aftab, Sufi Women of South Asia: Veiled Friends of God, Brill, 2022 (ISBN 978-9004467170, lire en ligne).
- (en) François de Blois, Persian Literature - A Bio-Bibliographical Survey: Poetry of the Pre-Mongol Period, vol. V, Routledge, 2004 (ISBN 978-0947593476).
- (en) Hamid Dabashi, The World of Persian Literary Humanism, Harvard University Press, 2012 (ISBN 978-0-674-06759-2, lire en ligne).
- (en) « Khwaja Parsa Complex Conservation », Archnet.org,‎ 2010 (lire en ligne)
- (en) Losensky, Paul E., « Hedayat, Reżāqoli Khan », dans Yarshater, Ehsan (ed.), Encyclopædia Iranica, vol. XII/2, Londres et New York, Routledge & Kegan Paul, 2003 (ISBN 978-0-933273-75-7), p. 119-121.
- (en) Jan Rypka, History of Iranian Literature, Springer Netherlands, 1968 (ISBN 978-9401034814)
- (en) Sharma, « From ʿĀʾesha to Nur Jahān: The Shaping of a Classical Persian Poetic Canon of Women », Journal of Persianate Studies, Brill, no 2,‎ 2009, p. 148–164 (DOI 10.1163/187470909X12535030823698, lire en ligne).

## Lectures complémentaires
- (en) Didem Havlioglu, Mihrî Hatun: Performance, Gender-Bending, and Subversion in Ottoman Intellectual History, Syracuse University Press, 2017 (ISBN 978-0815635376, lire en ligne).
- (en) Michael Craig Hillmann, The Routledge Handbook of Persian Literary Translation, Routledge, 2022, 334–385 p. (ISBN 978-0367510411, lire en ligne), « Use of Translations of Classic Persian Poems in the Study of Persian ».